# Lin Hszin
Lin Hszin (Lin Xin) (a Bambusz-évkönyvekben: Feng Hszin (Feng Xin) 冯辛) Kína első történeti dinasztiájának, a Sang (Shang)-ház a 26. vagy 27. uralkodója.

## Élete, uralkodása
A Nagy Történetíró, Sze-ma Csien (Sima Qian) művében, A történetíró feljegyzései szerint Cu Keng (Zu Geng) a Sang (Shang)-dinasztia 27. uralkodója volt, aki Cu Csia (Zu Jia)t követte a trónon. Trónra lépésekor fővárosát Jin (Yin)ben (殷) rendezte be. A Bambusz-évkönyvek szerint 4 évig, A történetíró feljegyzései szerint pedig 6 évig uralkodott.